# サムライ転校生 〜我ガ道ハ武士道ナリ〜
『サムライ転校生～我ガ道ハ武士道ナリ～』は、関西テレビの企画・制作により、2009年3月28日（土曜日）の16:00 - 17:30（JST）に放送された単発のテレビドラマである。
中山優馬 w/Hey! Say! 7 WESTの全員出演。

## キャスト
- 三船優太（15）：中山優馬
- 稲葉知巳（15）：神山智洋
- 加東竜介（15）：藤井流星
- 千秋慎二（15）：竹本慎平
- 志村剛（16）：重岡大毅
- 宮口海斗（14）：新垣佑斗
- 木村のぞみ（13）：小瀧望

- 黒沢あかね（15）：佐倉絵麻
- 高見先生（24）：安藤絵里奈
- 山田先生（38）：森下じんせい

- 優太の祖父・敏郎（64）：大杉漣

## スタッフ
- 企画：喜多隆
- プロデューサー：谷口俊哉、杉浦史明、沖貴子
- 脚本：木村淳、タカミKナミヲ
- 演出：木村淳
- 制作協力：ジャニーズ事務所
- 協力：東通企画
- 制作：関西テレビ